# Korana Gvozdić
Korana Gvozdić (28. studenog 1982.) je bivša voditeljica na RTL televiziji.
Korana je na RTL televiziji vodila vremensku prognozu i potom zabavnu emisiju Salto. U rujnu 2008. pridružuje se voditeljskoj ekipi pete sezone reality showa Big Brother i javlja se u tjednu emisiju uživo ispred BB kuće na Tajlandu.
Radila je godinama kao model za Midikenn, snimila brojne TV reklame i nosila revije poznatih kreatora.

## Emisije
- Big Brother
- Salto

## Ostalo
- "Klub 7" (2019.)
- "Exkluziv Tabloid" (? - danas)

## Sinkronizacija
- "Tom i Jerry" kao Lola (2021.)